# 费德里科·马德拉索
费德里科·德·马德拉索·昆茨（西班牙語：Federico de Madrazo y Kuntz，1815年—1894年）是19世纪西班牙画家。

## 家族
父亲是画家何塞·马德拉索，曾任马德里普拉多博物馆馆长。岳父是波兰画家塔德乌斯·昆茨。弟弟路易斯、佩德罗和胡安后来都成为了画家和艺术家。他有3个孩子：儿子里卡多·马德拉索和雷蒙多·马德拉索后来成为了画家；女儿塞西莉亚嫁给了加泰罗尼亚画家马里亚·福尔图尼。马德拉索家族人才辈出，被誉为19世纪西班牙帝国最重要的绘画世家之一。

## 生平
1815年2月27日（一说2月9日）出生于罗马。后在西班牙马德里皇家圣费尔南多美术学院学习绘画。早期的作品有对阿喀琉斯和大西庇阿等神话人物的描绘。
1852年前往巴黎学习，师从弗朗兹·克萨韦尔·温德尔哈尔特，为让·奥古斯特·多米尼克·安格尔等人作了肖像画。1837年，他被邀请为凡尔赛宫的画廊作画，包括名作“耶路撒冷圣墓守护者戈弗雷”。之后，他又继续为费迪南多一世国王、伊莎贝拉二世女王、梅锡纳塞利公爵和比尔切斯女伯爵等达官贵族作画，一些作品在1855年世界博覽會上展出。
1846年获法國榮譽軍團勳章。1853年成为法兰西艺术院通讯院士。后又担任普拉多博物馆馆长和皇家聖費爾南多美術學院院长，期间也是马德里一些艺术期刊杂志的审稿人。他的著名学生有何塞·加列戈斯·阿诺萨等人。1894年6月10日在马德里逝世，享年79岁。

## 作品集

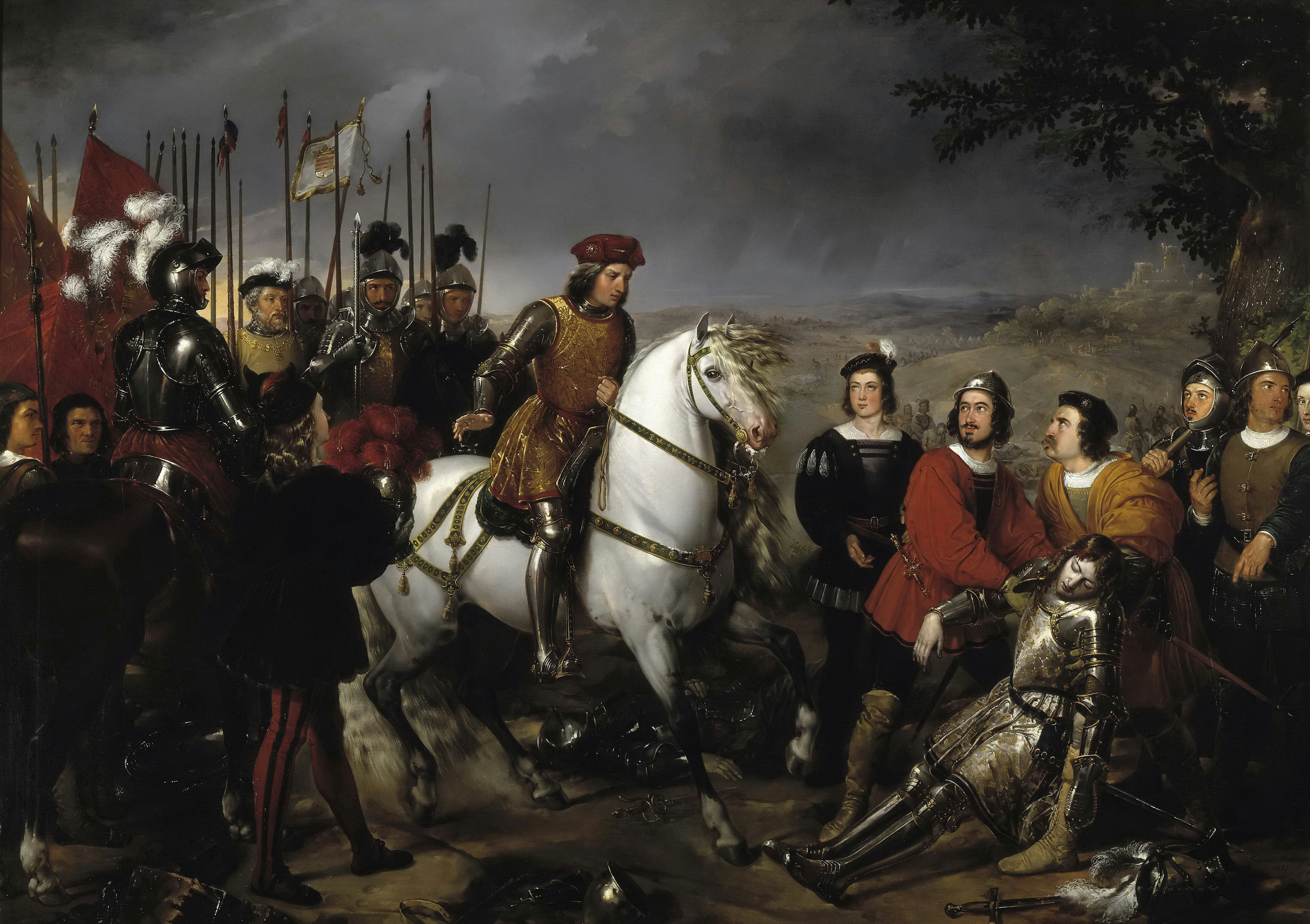
切里尼奧拉战役（英语：Battle of Cerignola），主人物貢薩洛·費爾南德斯·科爾多瓦
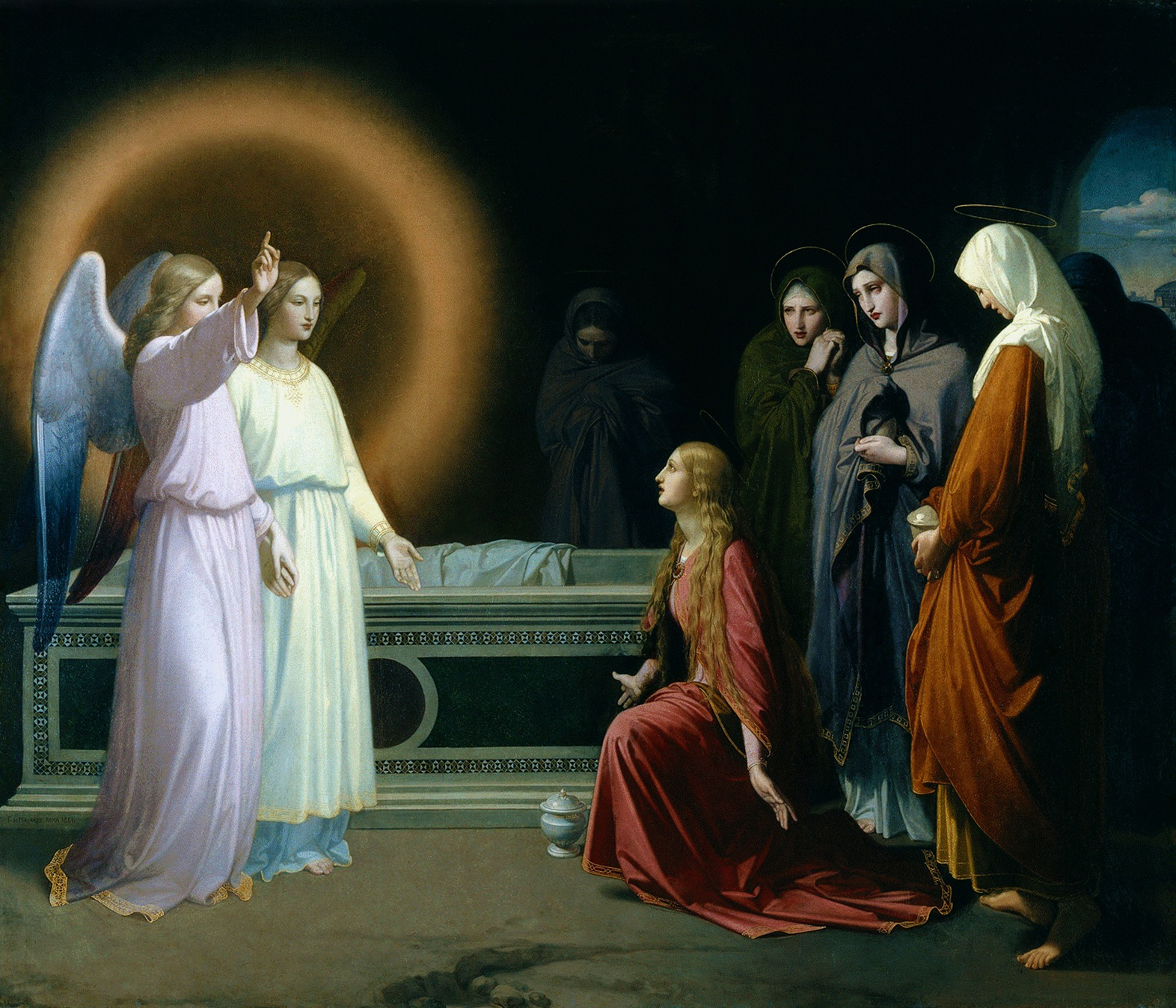
三个玛丽亚（英语：The Three Marys），1841年
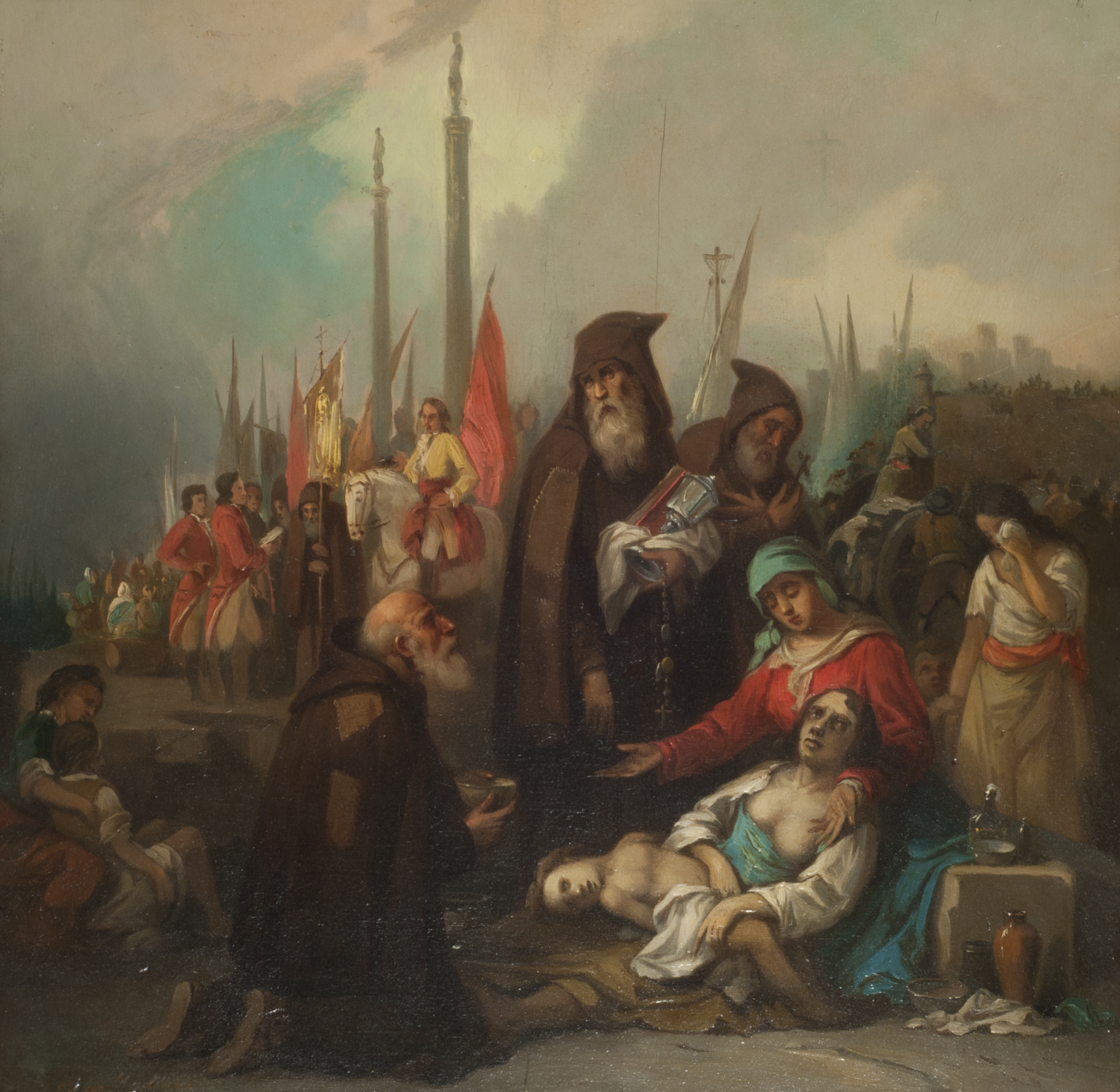
痛苦的瘟疫患者，1840年
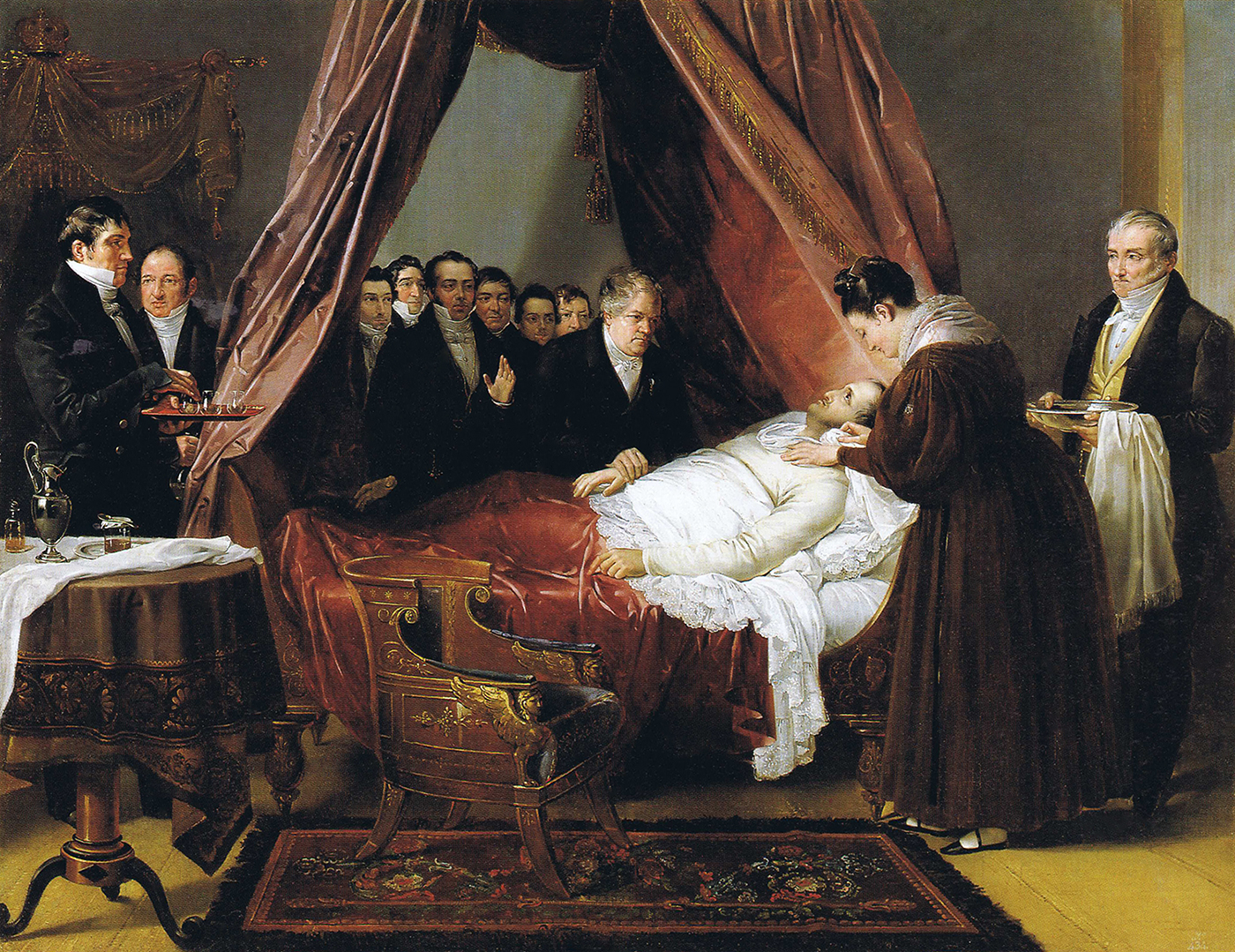
西班牙国王费尔南多七世临终前
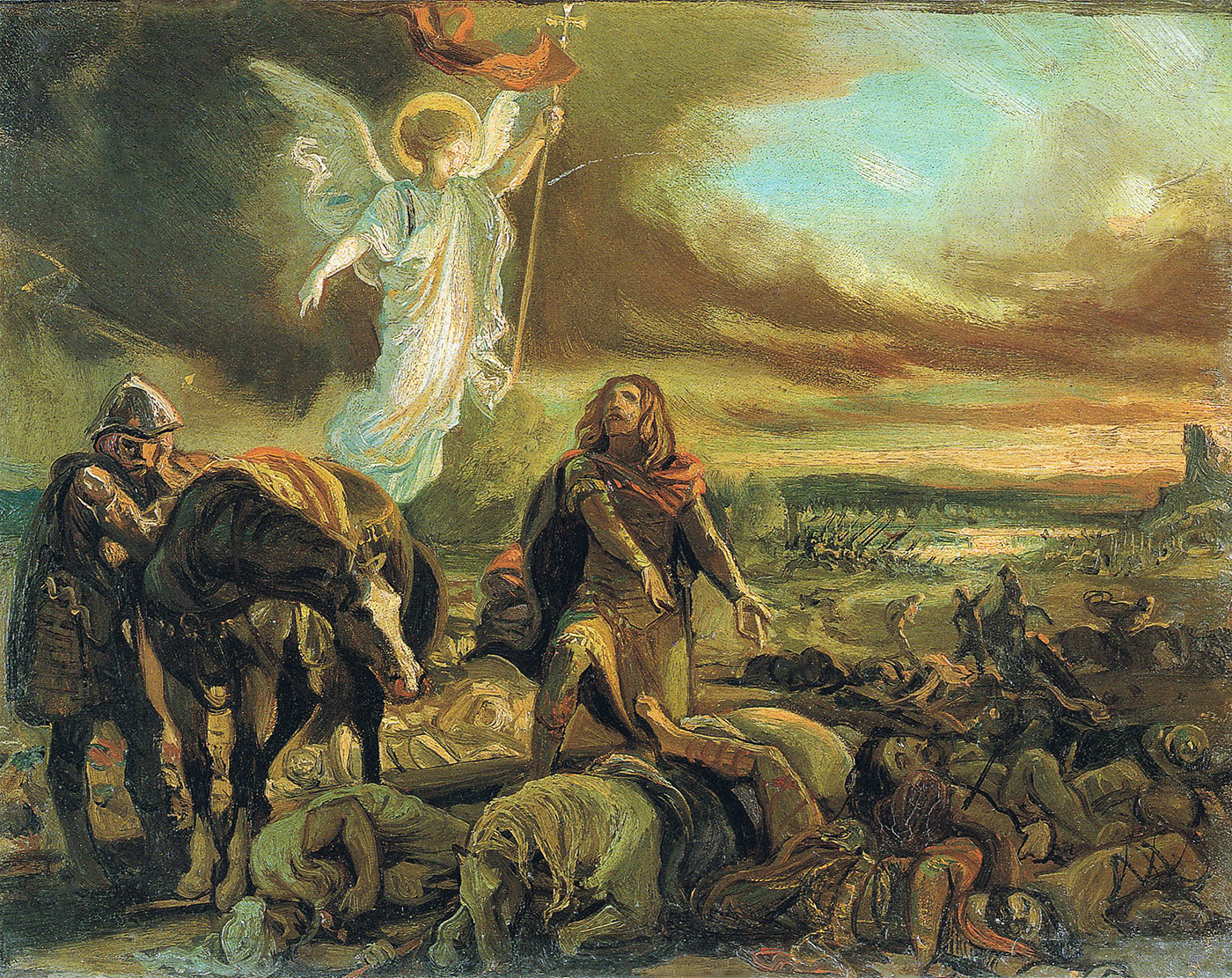
佩拉约认出了在瓜達萊特河战役中死去的西哥特国王罗德里克的灵魂

肖像画集
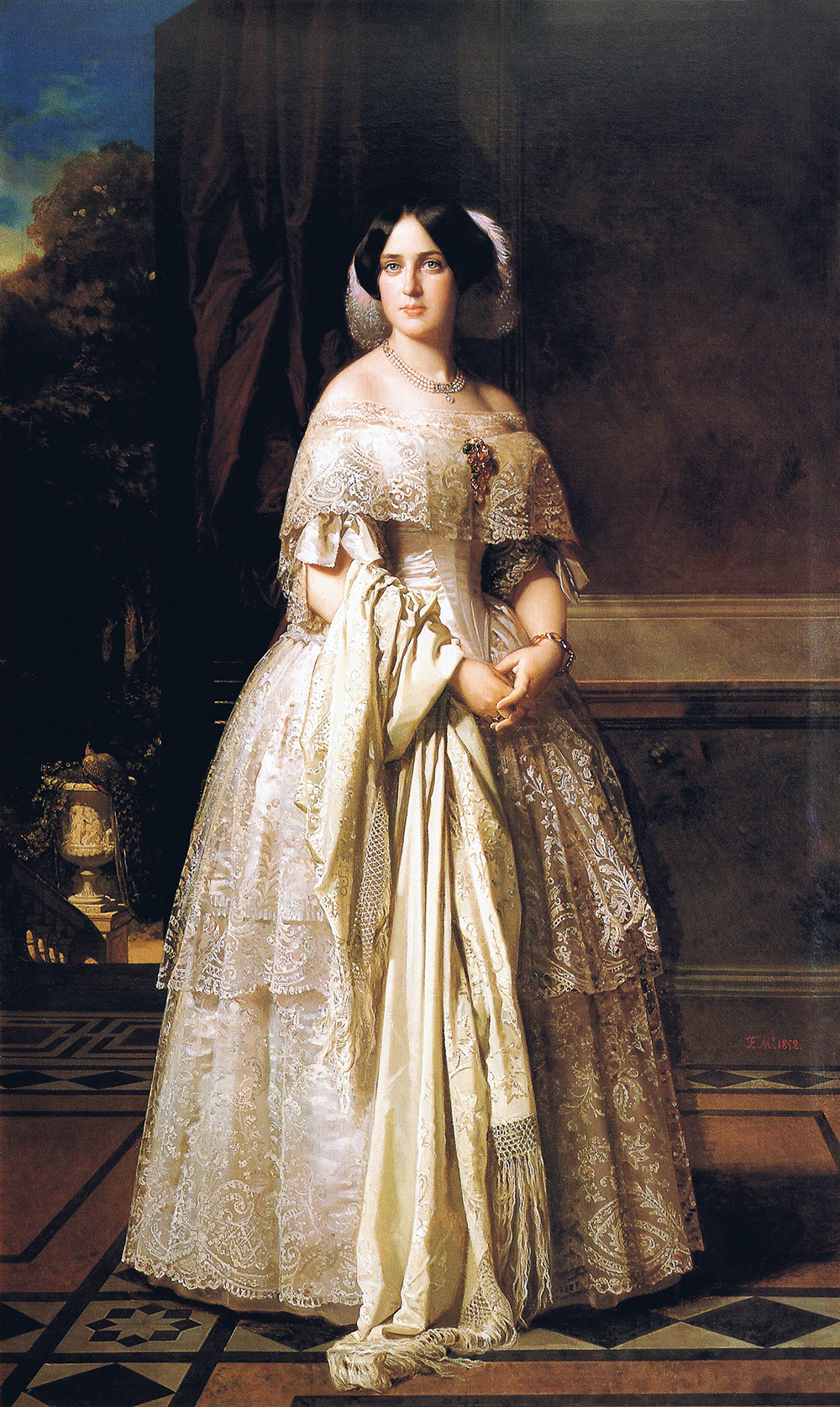
1852年
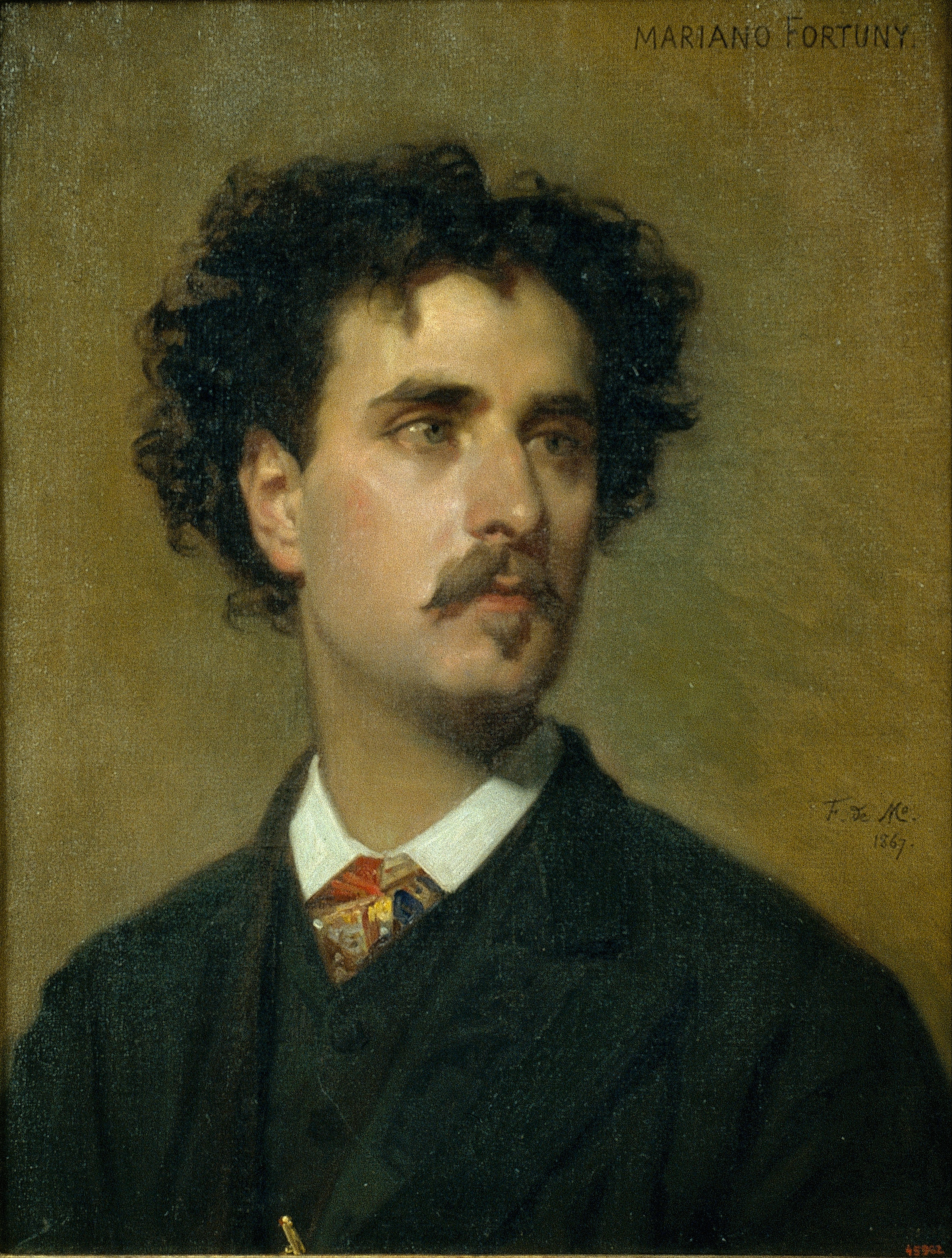
马里亚·福尔图尼, 1857年
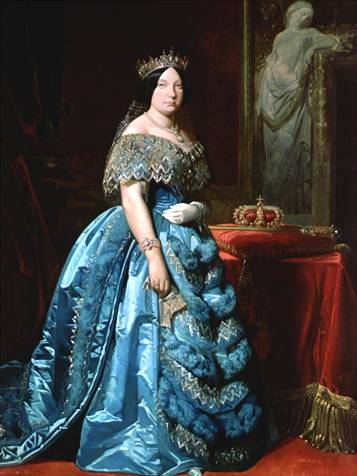
伊莎贝拉二世女王
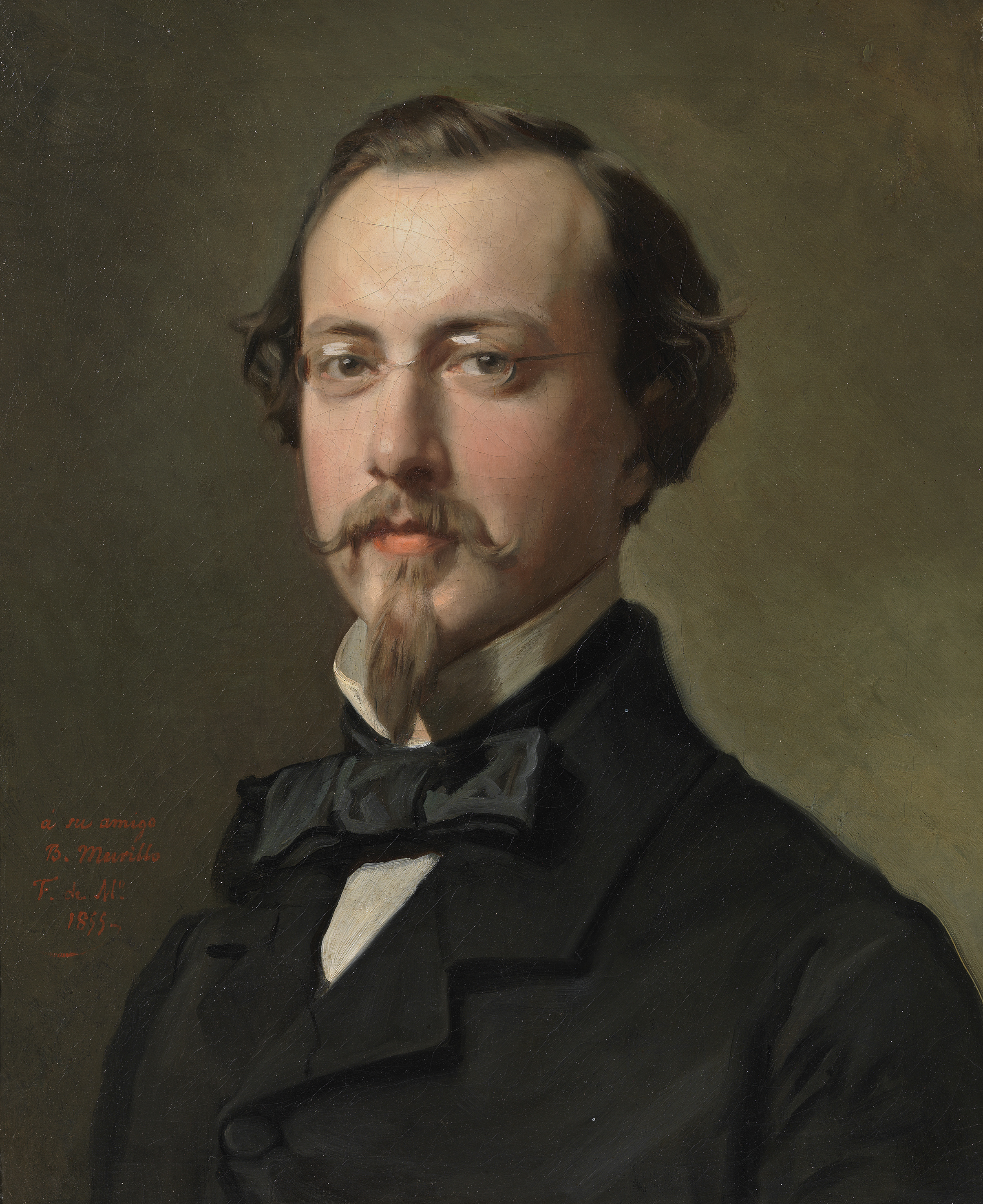
画家贝尼托·索里亚诺（西班牙语：Benito Soriano Murillo），1855年
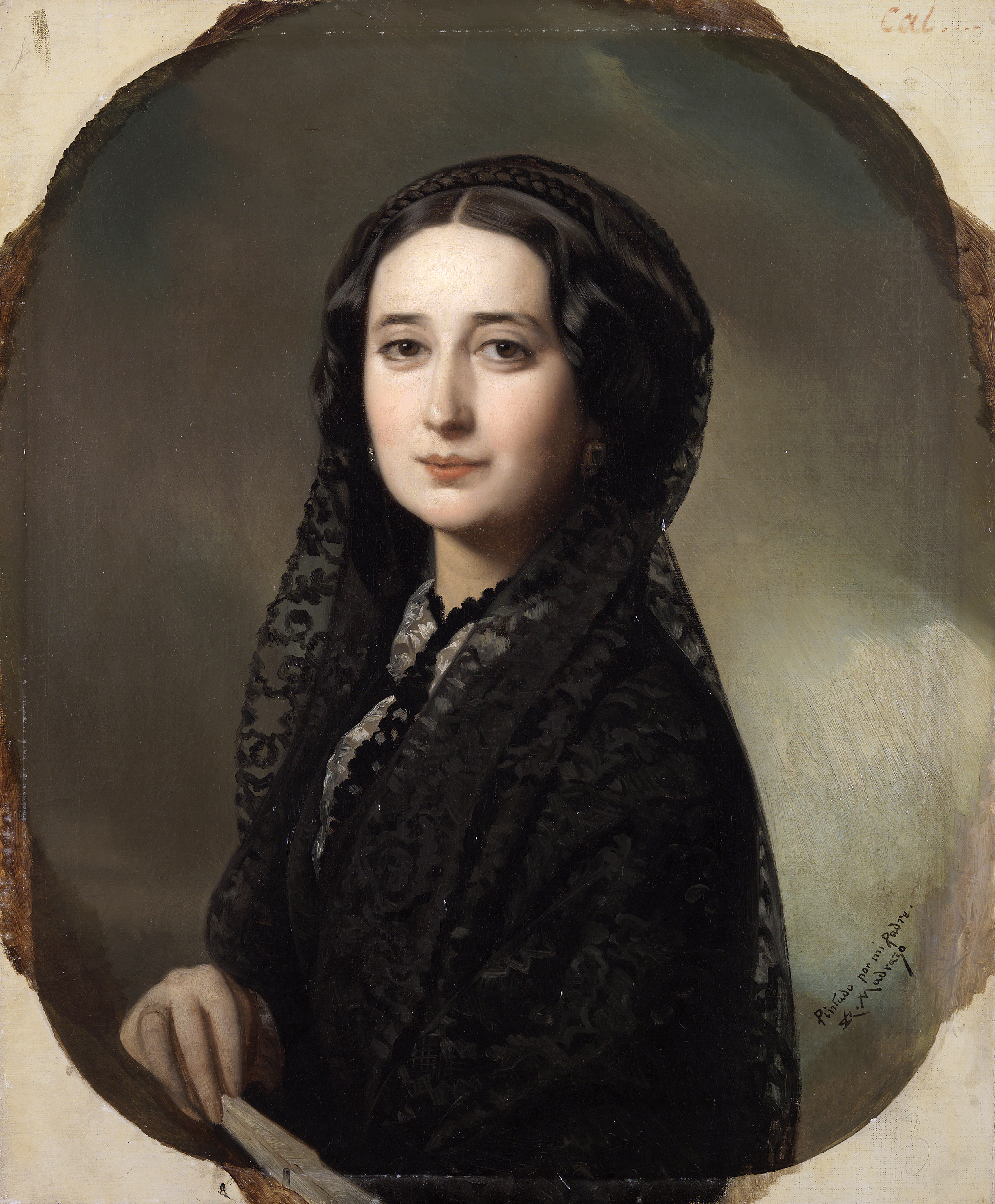
卡罗利纳·科罗纳多（西班牙语：Carolina Coronado），约1855年
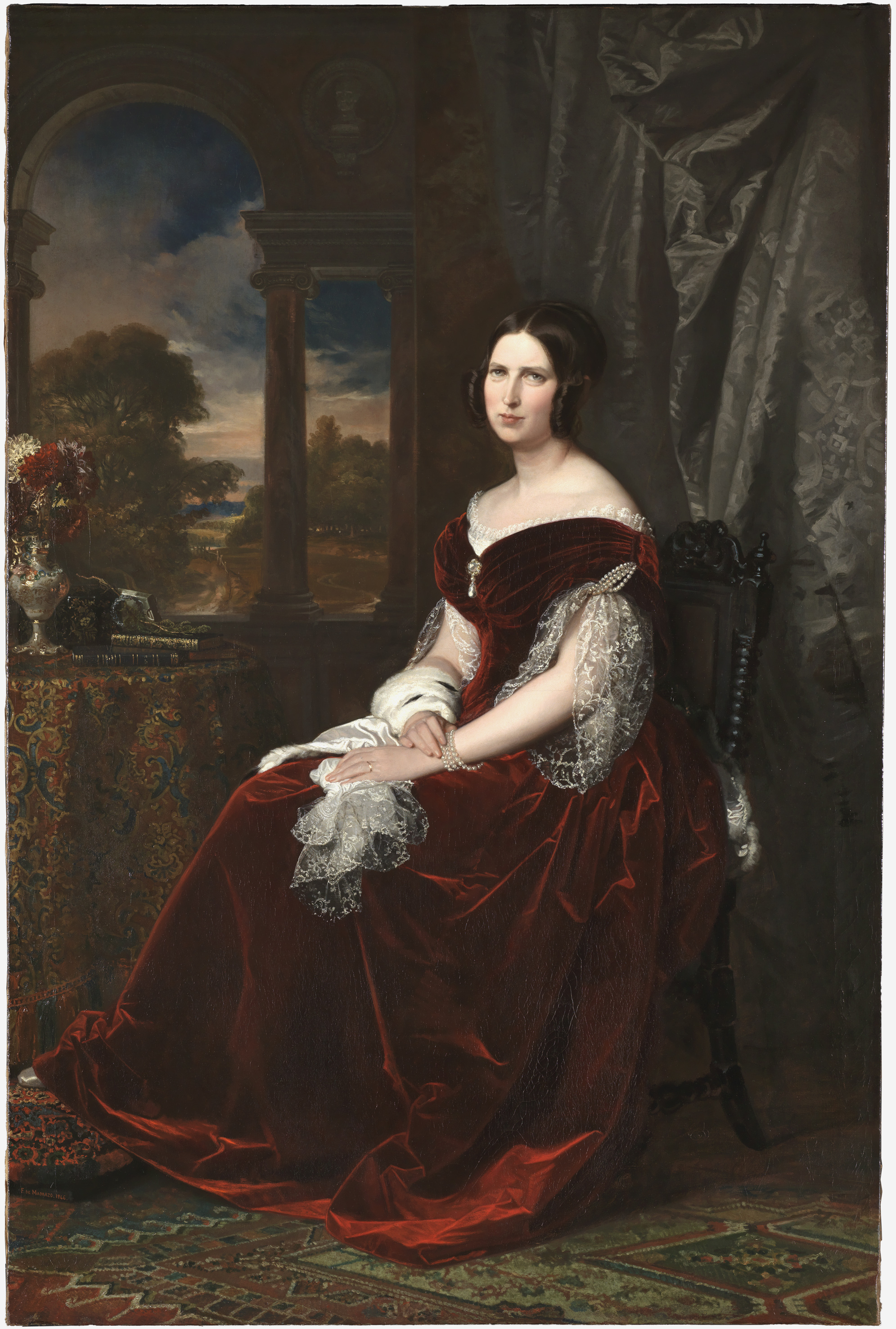
1846年
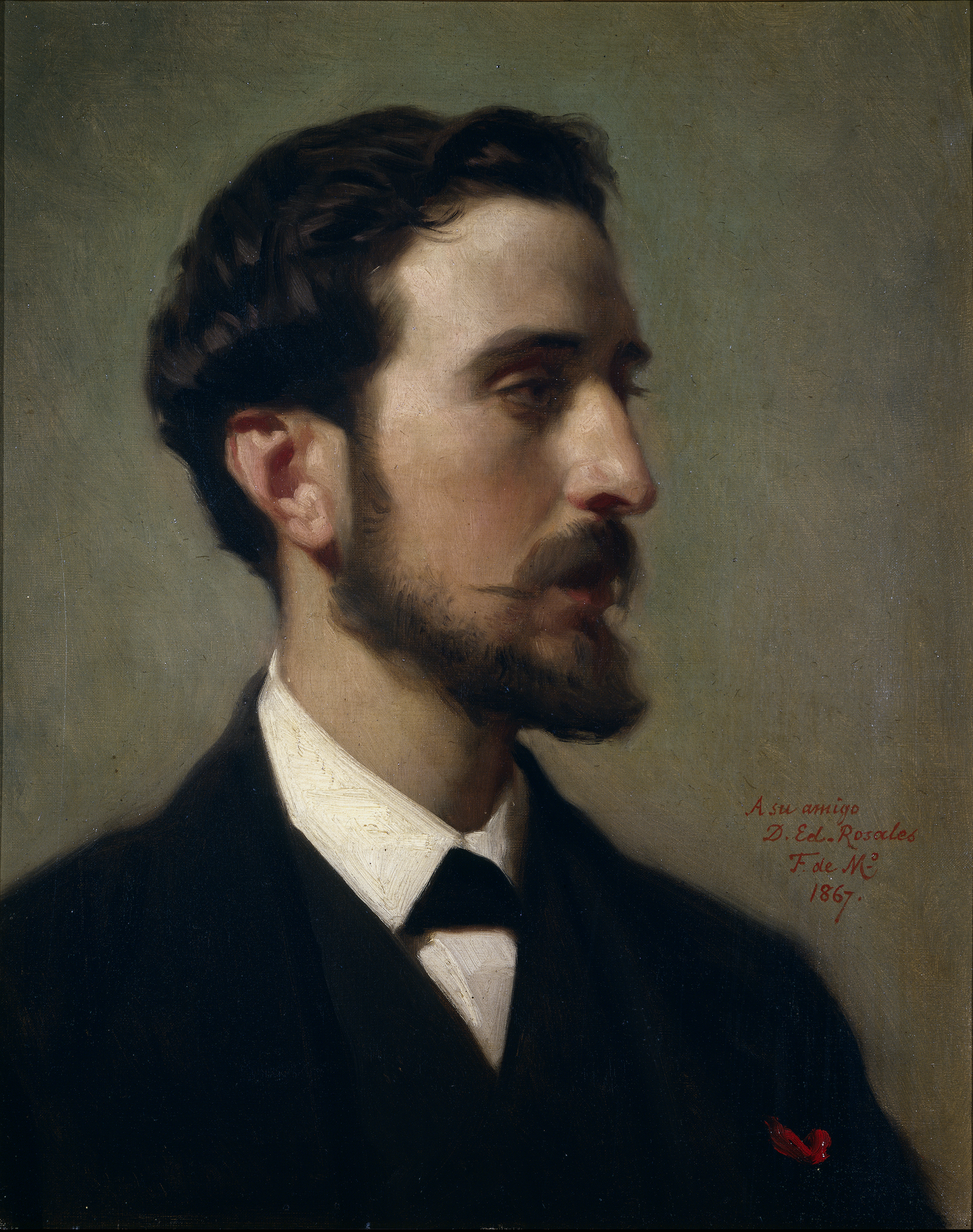
爱德华多·罗萨莱斯（西班牙语：Eduardo Rosales），1867年
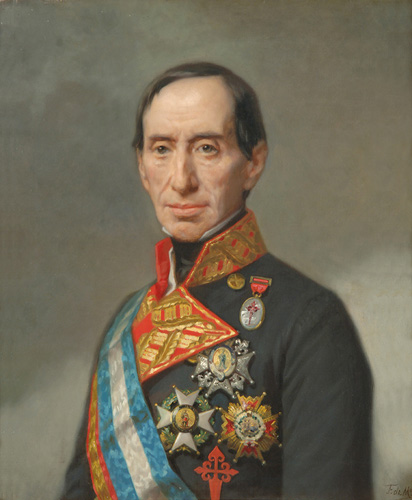
何塞·曼努埃尔·德戈耶内切（西班牙语：José Manuel de Goyeneche）, 1850年